# Uelle-Bahnen
| |                     |                  |                  |
| Streckenlänge: | 1011,0 km           |                  |                  |
| Spurweite: | 600 mm (Schmalspur) |                  |                  |
| |                     |                  |                  |
| \| \| 187 \| Bumba Hafen \| Bumba Hafen \| \| \| 0 \| Aketi \| Aketi \| \| \| 30 \| Komba \| Komba \| \| \| \| \| \| \| \| 87 \| Likati \| Likati \| \| \| 151 \| Bondo \| Bondo \| \| \| \| Dulia \| \| \| \| 1310 \| Buta Dreieck \| Buta Dreieck \| \| \| 3 \| Buta Stadt \| Buta Stadt \| \| \| 2590 \| Andoma (Liénart) \| Andoma (Liénart) \| \| \| \| \| \| \| \| \| \| \| \| \| 31 \| Titulé \| Titulé \| \| \| 314 \| Zobia \| Zobia \| \| \| 560 \| Isiro (Paulis) \| Isiro (Paulis) \| \| \| 602 \| Penge \| Penge \| \| \| 621 \| Kala \| Kala \| \| \| 682 \| Mungbere \| Mungbere \| |                     |                  |                  |
| Kopfbahnhof Streckenanfang | 187                 | Bumba Hafen      | Bumba Hafen      |
| Kopfbahnhof Strecke ab hier außer Betrieb | 0                   | Aketi            | Aketi            |
| Bahnhof (Strecke außer Betrieb) | 30                  | Komba            | Komba            |
| Abzweig geradeaus und nach links (Strecke außer Betrieb) · Strecke von rechts (außer Betrieb) |                     |                  |                  |
| Strecke (außer Betrieb) · Bahnhof (Strecke außer Betrieb) | 87                  | Likati           | Likati           |
| Strecke (außer Betrieb) · Kopfbahnhof Streckenende (Strecke außer Betrieb) | 151                 | Bondo            | Bondo            |
| Bahnhof (Strecke außer Betrieb) |                     | Dulia            | Dulia            |
| Strecke von links (außer Betrieb) · Abzweig geradeaus, nach rechts und von rechts (Strecke außer Betrieb) | 1310                | Buta Dreieck     | Buta Dreieck     |
| Kopfbahnhof Streckenende (Strecke außer Betrieb) · Strecke (außer Betrieb) | 3                   | Buta Stadt       | Buta Stadt       |
| Bahnhof (Strecke außer Betrieb) | 2590                | Andoma (Liénart) | Andoma (Liénart) |
| Abzweig geradeaus und nach links (Strecke außer Betrieb) · Strecke von rechts (außer Betrieb) |                     |                  |                  |
| Strecke (außer Betrieb) · Haltepunkt / Haltestelle (Strecke außer Betrieb) |                     |                  |                  |
| Strecke (außer Betrieb) · Kopfbahnhof Streckenende (Strecke außer Betrieb) | 31                  | Titulé           | Titulé           |
| Bahnhof (Strecke außer Betrieb) | 314                 | Zobia            | Zobia            |
| Bahnhof (Strecke außer Betrieb) | 560                 | Isiro (Paulis)   | Isiro (Paulis)   |
| Bahnhof (Strecke außer Betrieb) | 602                 | Penge            | Penge            |
| Brücke über Wasserlauf (Strecke außer Betrieb) | 621                 | Kala             | Kala             |
| Kopfbahnhof Streckenende (Strecke außer Betrieb) | 682                 | Mungbere         | Mungbere         |

Uelle-Bahnen (CFU) ist der Name einer schmalspurigen Eisenbahnstrecke im Nordosten der Demokratischen Republik Kongo bzw. deren Betreibergesellschaft. Die Strecke führt vom Kongohafen Bumba in Mongala durch Nieder-Uelle nach Mungbere in Ober-Uelle mit Zweigstrecken nach Bondo, Titulé und Buta Stadt.

## Streckenverlauf
Die je nach Quelle 1011 oder 1026 km lange Schmalspurstrecke mit einer Spurweite von 600 mm folgt dem 3. Breitengrad. Sie führt von Bumba am Kongo durch Nieder-Uelle nach Mungbere in Ober-Uelle. Zweigstrecken führen von Komba nach Bondo, von Andoma (früher Liénart oder Liénartville) nach Titulé und von Buta Dreieck nach Buta Stadt.
Betrieblich besteht das Netz aus den folgenden Strecken:
- Bumba–Aketi
- Aketi–Bondo
- Aketi–Buta–Isiro
- Liénart–Titulé
- Buta Dreieck–Buta Stadt
- Isiro–Mungbere

## Geschichte
Die Uelle-Bahnen wurden zwischen 1924 und 1937 von einer belgischen Gesellschaft erbaut. Die erste Strecke verlief von Aketi nach Bondo und war aus dem Material deutscher Armeebestände erbaut, das die Belgier nach dem Ersten Weltkrieg günstig aus Liquidationsbeständen der Heeresfeldbahnen erwarben. Später wurde die Bahn ab Komba nach Buta, Paulis (heute Isiro) und Mungbere verlängert, das 1937 erreicht wurde. Ein Ausbau zu den Goldminen von Kilo-Moto hingegen unterblieb. In Aketi am Itimbiri besteht Anschluss an die Flussschifffahrt; da dessen Wasserstand aber teilweise nur 40 cm beträgt, wurde 1971 eine Verbindung bis an den Kongo gebaut. Die Linie wurde jedoch anfangs der 2000er Jahre letztmals durchgehend von einem Zug befahren. Radio Okapi meldete verschiedentlich Zugfahrten im oberen Streckenteil, der jedoch wohl 2008 zum letzten Mal betrieben worden war. Nach 14 Jahren Unterbrechung wurde 2005 der Betrieb zwischen Bumba und Aketi wieder aufgenommen.

## Betreiber

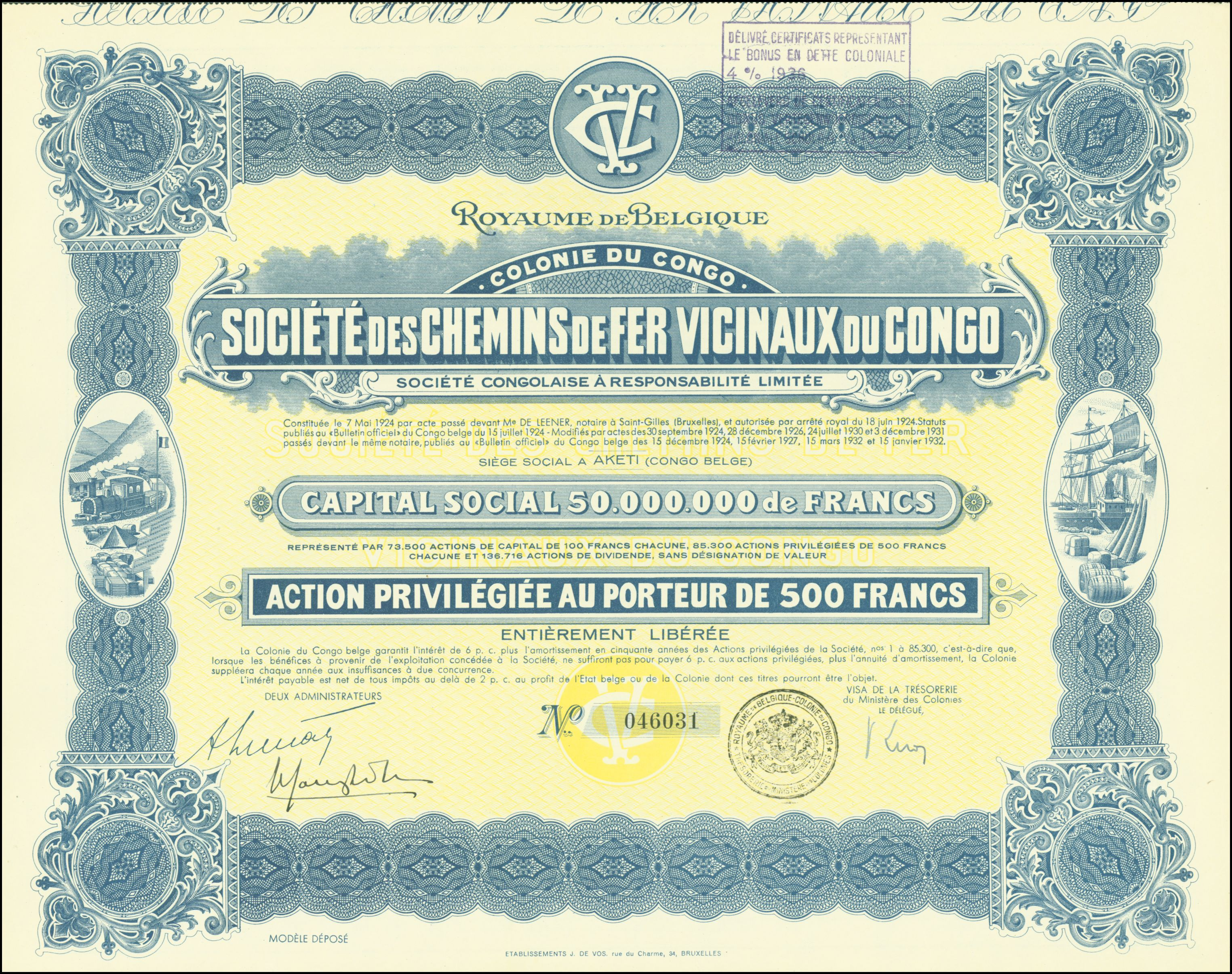
Vorzugsaktie der Société des Chemins de fer Vicinaux du Congo vom 15. Januar 1932

- Erbauer und Betreiber war die Gesellschaft der kongolesischen Nebenbahnen (französisch: Chemins de fer vicinaux du Congo, CVC, umgangssprachlich Vicicongo; flämisch: Buurtspoorwegen van Congo) mit Sitz in Brüssel.
- Nach der Unabhängigkeit übernahm eine kongolesische Firma gleichen Namens mit Sitz in Aketi die Bahn, die den Namen später in Zairische Nebenbahnen (CVZ, Vicizaïre) änderte.
- 1974: Fusion der K.D.L., C.F.L, C.V.Z. (Chemins de Fer Vicinaux du Zaïre), C.F.M.K. und C.F.M. zur Société Nationale des Chemins de Fer Zaïrois (S.N.C.Z.)
- 1991: Auflösung der S.N.C.Z., Gründung der S.N.C.Z. Holding und ihrer Tochterunternehmen O.C.S. (Office des Chemins de Fer du Sud, französisch für Amt der Südbahn), SFE (Société des Chemins de Fer de l’Est, französisch für Ostbahngesellschaft) und C.F.U. (Office des Chemins de Fer des Ueles, französisch für Uelle-Bahnen).

Heute sind die Uelle-Bahnen (CFU) Bestandteil der kongolesischen Staatsunternehmen. Sie wurden durch das Ministerium des Portefeuilles verwaltet. Am 23. Dezember 2010 wurde der Regiebetrieb in eine Aktiengesellschaft namens Eisenbahngesellschaft Uelle–Strom AG (gemeint ist der Kongo) umgewandelt. Das Aktienkapital beträgt 1 Kongofranken (0.001 $) und der einzige Aktionär ist die Demokratische Republik Kongo.